# 高翔麟
高翔麟，江苏吴县人，清朝政治人物、进士出身。
嘉庆十三年戊辰科，登进士，改庶吉士，次年，授翰林院编修，后担任衡水郴桂道。